# غوين وليامز
غوين وليامز هو سياسي أمريكي، ولد في 22 أبريل 1871 في بيولا في الولايات المتحدة، وتوفي في 9 يناير 1948 في سان أنجيلو في الولايات المتحدة. نشط حزبياً في الحزب الديمقراطي. وقد انتخب عضو مجلس ولاية تكساس ‏ وانتخب عضو مجلس النواب الأمريكي ‏.